# محمد المختار السوسي
مُحَمَّدٌ المُخْتَارُ بْنُ عَلِيِّ بْنِ أَحْمَدَ السُّوسِيُّ الإلغي الملقب برضا الله[بحاجة لمصدر] (1318هـ - 1383هـ / 1963مـ) مؤرخٌ وأديبٌ وعالمٌ ومجاهدٌ وسياسيٌّ ووزيرٌ مغربيٌّ. عُين في أوَّل حكومةٍ مغربيَّة وزيرًا للأوقاف العموميَّة عام 1375 هـ.

## حياته
ولد في شهر صفر عام 1318هـ بإليغ، وهي قرية بناحية آيت أوفقا في السوس الأقصى جنوب المغرب ونشأ بها. وحين بلغ سن الإدراك، اتَّجه إلى الدراسة الأولية لتعلم الكتابة والقراءة واستظهار القرآن على عدة معلمين، أولهم والدته رُقية بنت محمد بن العربي الأدوزي.
كانَ من ضمن رجال مقاومة الاستعمار الفرنسي للمغرب بالمنطقة الوسطى، فقد ساهم خلال إقامته في فاس، في تأسيس بعض الجمعيات السياسية السرية والمنتديات الأدبية، وواصل مقاومته بمراكش مما أدى إلى اعتقاله.
وبعد استقلال المغرب، عُين في أول حكومة مغربية بعد الاستقلال وزيرا للأوقاف العمومية عام 1375هـ، وبعدما أسس مجلس التاج عين وزيرا عضوا فيه عام 1376هـ، وبقي متقلدا مهام تلك الوظيفة إلى أن توفي، كما أنه اشتغل عضوا في لجنة مدونة الفقه الإسلامي.

## الدراسة والتكوين
كانت والدته رُقَية أول معلمة له؛ حيث قدمت له دروسًا أولية في القراءة والكتابة، ودراسة بعض آيات من القرآن الكريم. ونتيجة لجهودها، تمكن من اتمام قراءة القرآن بأكمله، وأكمل سبعة ختمات قرآنية ولا يزال في سن العاشرة من عمره، عبر التعلم من خلال تجواله بين مدارس قرآنية متعددة. 
واستهل رحلته العلمية مع مدرسة قريته بإيليغ عام 1911م على يد الولوقتي التزنيتي مدةَ سنة واحدة، وبعدها عرج منتقلا وطالبا إلى مدرسة إيغشان خلال سنتي 1912 و1913م عند الفقيه عبد الله الإلغي لسنتين. 
وبعدها ولَّى راجعا إلى موطنه، حيث درس في مدرسة بونعمان (20 كلم جنوب مدينة تزنيت) عام 1914م مدةَ سنة، لينتقل إلى مدرسة تانكرت بمنطقة إفران المحلية بالأطلس الصغير، على يد كل من الفقيه الطاهر الإفراني، وابنه محمد، والشيخ عبد الرحمن البوزكارني إلى سنة 1918م.
وفي 1918م، انتقل إلى مدرسة في منطقة أحواز مدينة مراكش. ثم انتقل إلى مدرسة ابن يوسف، وهي إحدى أهم المؤسسات التعليمية في مراكش والمغرب بشكل عام، حيث درس تحت إشراف شيوخ علماء ذوي خبرة.
وعامَ 1924م، انتقل إلى مدينة فاس ليكمل دراسته العليا في جامعة القرويين. ثم انتقل إلى مدينة الرباط عامَ 1928م ليتعلم من أبرز علماء تلك المدينة حتى يواصل مسيرته العلمية.

### فكره
كان يعتبر أن الوجه الصحيح لكتابة تاريخ الإسلام هو البدء بتاريخ رجالاته، وأسرهم، ثم مجتمعاتهم المحدودة، فأقطارهم، فالأمة الإسلامية جمعاء. وذلك اتساقا مع إيمانه العميق بضرورة وحتمية العودة إلى التراث للحفاظ على الهوية ومواجهة التحديات.

## مؤلفاته وأعماله
من مؤلفاته:
- خلال جزولة في أربعة أجزاء.
- من أفواه الرجال.
- رجال العلوم العربية في سوس.
- أصفى الموارد.
- بين الجمود والميع وهو رواية من أفكار إسلامية.
- تقييدات على تفسير الكشاف للزمخشري.
- حياة الفقيه العلامة أشرف إمونن.
- المعسول في عشرين جزءا.
- سوس العالمة.

كما أثرى المكتبة المغربية بعدد من نوادر المخطوطات العربية التي اكتشفها في مختلف المكتبات المغربية، ومن ذلك على سبيل المثال لا الحصر:
- ديوان ملك غرناطة يوسف الثالث.
- مختصر رحلة العبدري لمؤلف مجهول.
- طبقات المالكية لمؤلف مجهول.

## وفاته
توفي في 28 جمادى الآخرة 1383هـ الموافق ليوم الجمعة 15 نوفمبر 1963م.